# Skoczowsko-strumieńskie państwo stanowe
Skoczowsko-strumieńskie państwo stanowe (też skoczowskie państwo stanowe) – efemeryczne państwo stanowe istniejące od 1573/1577, po sprzedaży książęcego klucza dóbr skupionego wokół miast Skoczowa i Strumienia przez Wacława III Adama, do ok. 1594, kiedy to powróciło do Księstwa Cieszyńskiego za rządów księcia Adama Wacława.

## Historia
Wydzielenie państwa stanowego nastąpiło wkrótce po śmierci księcia Fryderyka Kazimierza w 1571. Aby pokryć długi swego zmarłego syna Wacław III Adam zmuszony został w latach 1571–1573 do sprzedaży znacznej części swego księstwa, tworząc m.in. bielskie, frydeckie i frysztackie państwo stanowe. O zakup książęcego klucza dóbr wokół Skoczowa i Strumienia od 1573 starania rozpoczął Gottard z Łagowa (Logau) na Starej Wsi (Altendorf). Całą należną sumę 236 tysięcy złotych uiścił on w 1577 roku. Gottard uzyskał w ten sposób prawo tytułowania się wolnym panem stanowym, dzięki czemu nie podlegał księciu cieszyńskiemu. Za jego rządów przekształcono dotychczas drewniany zamek w Skoczowie na murowany. Gottard zmarł w 1589, a w kilka lat jego spadkobiercy rozpoczęli starania o sprzedaż tych dóbr. Uczyniła to wdowa po zmarłym, Sara z domu Haugwitz, zapewne w 1594, nie wcześniej niż 24 maja odsprzedając całe państwo skoczowsko-strumieńskie księciu Adamowi Wacławowi. Była to jego jedyna udana rewindykacja wymienionych wyżej dóbr sprzedanych przez jego ojca.

## Terytorium
Skoczowsko-strumieńskie państwo stanowe obejmowało początkowo 13 miejscowości, miasta Skoczów i Strumień, wsie: Brenna, Górki Małe, Kiczyce, Kowale, Lipowiec, Łazy, Wieszczęta, Wiślica, Zabłocie, Zarzecze i Zbytków. Łączna powierzchnia wynosiła 182 km² zamieszkałych przez ok. 2100 mieszkańców, z czego ok. 700 w Skoczowie a 400 w Strumieniu. Podzielone było niejako na dwie części skupione wokół Skoczowa i Strumienia oddzielone szlacheckimi Ochabami i Drogomyślem. W czasie funkcjonowania państwa stanowego pomiędzy Zabłociem a tzw. chybskim lasem powstała nowa wieś Mnich.